# American Hi-Fi
American Hi-Fi es una banda estadounidense de rock alternativo. La formación actual de la banda consiste en Stacy Jones (vocalista), Jamie Arentzen (guitarrista), Drew Parsons (bajista) y Brian Nolan (baterista). Antes de ser miembro de la banda, Stacy Jones era conocido por ser el baterista de otras bandas de rock alternativo como Veruca Salt y Letters to Cleo. La banda tiene una cercana relación con la cantante Miley Cyrus, con quién comparten varios miembros de American Hi-Fi.
American Hi-Fi al principio se llamaría BMX Girl, pero jones decidió cambiarlo porque se le fue sugerido por Keith Richard, el guitarrista de The Rolling Stones. La banda lanzó su álbum debut homónimo en el 2001, con su primer sencillo Flavor of the Weak. Después de realizar exitosas giras, la banda lanzó los álbumes en vivo Live From Tokyo y The Art of Losing, en el 2002 y 2003 respectivamente. La banda rompió lazos con su discográfica Island Records, y viajaron a Los Ángeles para rehacer su producción y sonido. Trabajando con el veterano productor musical Butch Walker, lanzan Hearts on Parade en el 2005. 

## Integrantes

### Actuales Miembros
- Stacy Jones – voz principal, guitarra rítmica (1998–presente)
- Jamie Arentzen – guitarra principal, coros (1998–presente)
- Drew Parsons – bajo, coros (1998–presente)
- Brian Nolan – batería, percusión (1998–2003, 2007–presente)

### Antiguos miembros
- Jason Sutter – batería, percusión (2003–2006)

## Discografía

### Álbumes de estudio
| Año  | Detalles del Álbum                                                                                | Mejores posiciones en listas | Mejores posiciones en listas | Mejores posiciones en listas |
| Año  | Detalles del Álbum                                                                                | US                           | FRA                          | UK                           |
| ---- | ------------------------------------------------------------------------------------------------- | ---------------------------- | ---------------------------- | ---------------------------- |
| 2001 | American Hi-Fi - Fecha de Lanzamiento: 27 de febrero de 2001 - Discográfica: Island Records       | 81                           | –                            | 83                           |
| 2003 | The Art of Losing - Fecha de Lanzamiento: 24 de febrero de 2003 - Discográfica: Island Records    | –                            | 135                          | –                            |
| 2005 | Hearts on Parade - Fecha de Lanzamiento: 12 de abril de 2005 - Discográfica: Maverick Records     | 129                          | –                            | –                            |
| 2010 | Fight the Frequency - Fecha de Lanzamiento: 17 de agosto de 2010 - Discográfica: RED Distribution | –                            | –                            | –                            |
| 2014 | Blood & Lemonade - Fecha de Lanzamiento: 9 de septiembre de 2014 - Discográfica: RUDE             | –                            | –                            | –                            |
| 2016 | 'American Hi-Fi Acoustic - Fecha de Lanzamiento: 29 de abril de 2016 - Discográfica: RUDE         |                              |                              |                              |

### Álbumes en vivo
| Año  | Detalles del álbum                                                                                              |
| ---- | --- |
| 2002 | Rock N' Roll Noodle Shop: Live From Tokyo - Fecha de Lanzamiento: 12 de abril de 2002 - Discográfica: Universal |
| 2005 | Live in Milwaukee - Fecha de Lanzamiento: 4 de abril de 2005 - Discográfica: Maverick                           |

### Sencillos
| Año                                    | Sencillo                  | Mejores posiciones en listas | Mejores posiciones en listas | Mejores posiciones en listas | Mejores posiciones en listas | Mejores posiciones en listas | Mejores posiciones en listas | Mejores posiciones en listas | Álbum               |
| Año                                    | Sencillo                  | US                           | US Alt.                      | US Adult                     | AUS                          | NLD                          | NZ                           | UK                           | Álbum               |
| -------------------------------------- | ------------------------- | ---------------------------- | ---------------------------- | ---------------------------- | ---------------------------- | ---------------------------- | ---------------------------- | ---------------------------- | ------------------- |
| 2001                                   | "Flavor of the Weak"      | 41                           | 5                            | 35                           | 64                           | 93                           | 46                           | 31                           | American Hi-Fi      |
| 2001                                   | "Another Perfect Day"     | —                            | 33                           | —                            | —                            | —                            | —                            | —                            | American Hi-Fi      |
| 2003                                   | "The Art of Losing"       | —                            | 33                           | —                            | —                            | —                            | —                            | 75                           | The Art of Losing   |
| 2003                                   | "The Breakup Song"        | —                            | —                            | —                            | —                            | —                            | —                            | —                            | The Art of Losing   |
| 2004                                   | "The Geeks Get the Girls" | —                            | —                            | —                            | —                            | —                            | —                            | —                            | Hearts on Parade    |
| 2005                                   | "Hell Yeah!"              | —                            | —                            | —                            | —                            | —                            | —                            | —                            | Hearts on Parade    |
| 2006                                   | "The Rescue"              | —                            | —                            | —                            | —                            | —                            | —                            | —                            | Sound of Superman   |
| 2010                                   | "Lost"                    | —                            | —                            | —                            | —                            | —                            | —                            | —                            | Fight the Frequency |
| "—" denota que no entró en los charts. |                           |                              |                              |                              |                              |                              |                              |                              |                     |